# 阿斯塔納輕軌
阿斯塔納輕鐵是一個建设中的中運量都市軌道運輸系統，位於哈薩克阿斯塔納，阿斯塔納是哈萨克的首都，人口約146 萬。自1997年成為首都以來，阿斯塔納進行了大量建設，阿斯塔納輕軌是納扎爾巴耶夫哈薩克斯坦2030年經濟計劃的一部分，旨在將哈薩克轉變為經濟強國。
阿斯塔納輕軌原定建設期程應該是與阿拉木圖地鐵大致相同的2010~2011年完成。然而，阿斯塔納輕軌迟迟没有动工，因此竣工已被多次推遲，2012年提出在2017年世博會前开通，但之后没有实现。
2015年5月7日項目管理機構與中國中鐵國際集團和北京國有資產管理公司的聯合體簽署協議，建設阿斯塔納輕軌項目一期工程，工程于2017年5月開工建設，計劃於2019年12月投入使用。然而建設該項目的中國公司於2019年初破產，市政府下令無限期停止該項目，导致该项目蒙上贪腐阴影。
2023年2月哈萨克宣布将重启阿斯塔納輕軌建设，并继续与中国企业合作，预计在2024年年底开通。

## 一號線
阿斯塔納輕軌一號線是21.5公里的南北路線，通過市中心現代化的“左岸”區域，連接努爾蘇丹·納扎爾巴耶夫國際機場和阿斯塔納光明之路车站，線路將有18個站點和1個车辆段，运输量估計為每天146,000人。宣传視頻顯示了阿斯塔納輕軌建在靠近道路的高架橋上，封閉的車站提供供暖和通風系統，以保護乘客和系统运营免受城市天氣變化的影響。

## 未來計劃
阿斯塔納輕軌最初的計劃顯示了連接城市其他區域的進一步階段。